# Simon Stiell
Simon Stiell, actuel secrétaire exécutif de la convention-cadre des Nations unies sur les changements climatiques en août 2022, est un ancien cadre d'entreprise et homme politique grenadien.
Après 33 ans de carrière dans le privé ou comme homme politique (il a été plusieurs fois ministre), il a été nommé (le 15 août 2022) par l'Organisation des Nations unies secrétaire exécutif de la convention-cadre des Nations unies sur les changements climatiques en août 2022. Il a succédé indirectement à Patricia Espinosa à la tête de la convention, bien qu'Ibrahim Thiaw ait brièvement assuré l'intérim.

## Carrière
Simon Stiell est ingénieur. 
Il a obtenu au Royaume-Uni un Master of Business Administration à l'université de Westminster et a été formé à la Metropolitan University de Londres et au College of North West London.
Il a travaillé 14 ans dans le secteur technologique, hors de la Grenade, occupant des postes de direction dans le secteur des technologies, allant de start-ups technologiques basées dans la Silicon Valley à de grandes entreprises, notamment Nokia et GEC Plessey Telecommunications. 
Simon Stiell est ensuite retourné à Grenade où il a créé une société de développement immobilier. Il a aussi présidé l'office du tourisme et la chambre de commerce du pays.

### Carrière politique (parlementaire, ministre)
En 2013, Simon Stiell est nommé au Sénat de la Grenade, en tant que membre du Nouveau Parti National. Il est alors nommé ministre adjoint de l'agriculture.
De 2017 à 2018, Simon Stiell est ministre d'État de l'Éducation et du Développement des ressources humaines.
En mars 2018, il est nommé ministre de l'Environnement et de la Résilience climatique du pays. Il quitte cette fonction en juin 2022, quand le Nouveau Parti National perd les élections générales.
Il a aussi été « Secrétaire parlementaire » au ministère de l'Agriculture, des Terres, des Forêts et des Pêches.

### Carrière à l'Organisation des Nations unies
Le 15 août 2022, issu d'un petit pays insulaire vulnérable au effets du dérèglement climatique, il est nommé par l'Organisation des Nations unies secrétaire exécutif de la convention-cadre des Nations unies sur les changements climatiques, en raison de son expérience dans les relations bilatérales, régionales et multilatérales.
Lors de son discours d'accueil et d'introduction à la conférence de Bakou de 2024 sur les changements climatiques, devant une photo montrant une maison bleue dévastée, il a notamment évoqué sa voisine de 85 ans, Florence, dont la maison a été détruite par l'ouragan Beryl en 2024, en notant qu'un nombre croissant de terriens vivraient ce type de situation à cause de dérèglement climatique, Simon Stiell soulignant l'urgente nécessité d'une action pour le climat, précisant que sans un financement bien plus massif, il sera « impossible » d'atteindre les objectifs climatiques du monde. Il appelle le monde de la finance, les pays riches et en particulier les dirigeants du Groupe des vingt à soutenir le financement de la protection du climat, urgemment et à la hauteur des besoins.

## Vidéographie
- (en) UN Climate Change, « Discours d'introduction, par Simon Stiell, de la COP29 », 11 novembre 2024 (consulté le 16 novembre 2024).
- (en) Simon Stiell, « Conférence TED : Climate action is on the cusp of exponential growth (L'action climatique est sur le point de connaître une croissance exponentielle) », 3 août 2023 (consulté le 16 novembre 2024).